# Siegendorf

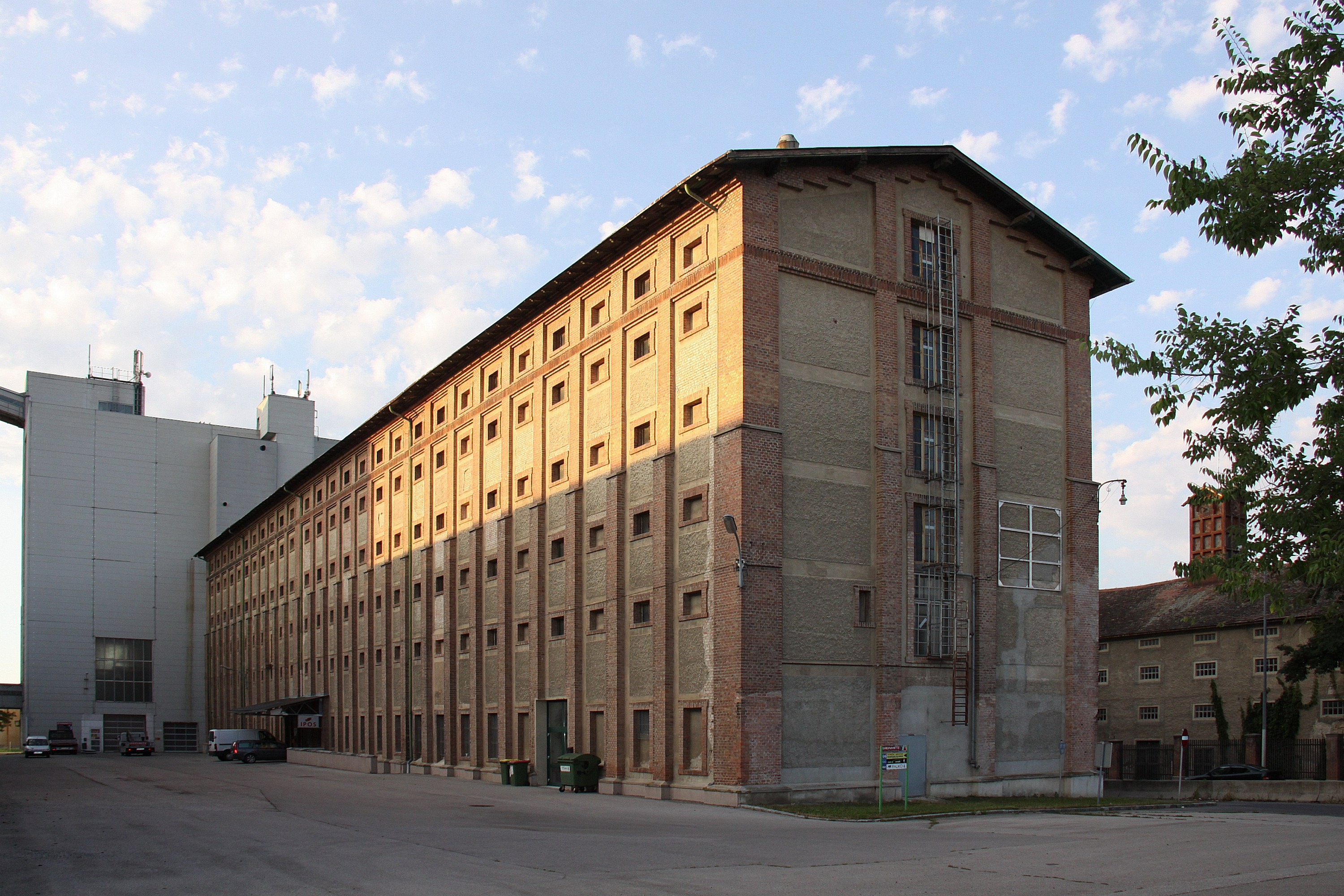
Siegendorf

Siegendorf (chorvatsky Cindrof, maďarsky Cinfalva) je rakouské město ve spolkové zemi Burgenland v okrese Eisenstadt-okolí s 2949 obyvateli (k 1. lednu 2014). Poměrně velká část obyvatelstva jsou členy etnické skupiny burgenlandských Chorvatů.

## Geografie
Město se nachází v severní části Burgenlandu 7 km od města Eisenstadt, hlavního města spolkové země, poblíž hranic s Maďarskem, nedaleko Neziderského jezera.

## Ekonomika a infrastruktura
V Siegendorfu byl až do roku 1989 cukrovar, jehož majitel hrál důležitou roli v kulturním životě regionu. Nyní je na okraji města Komerční zóna - východ, v níž je několik obchodních a průmyslových podniků. Jižně od města prochází zemská silnice B16, (která je pokračováním dálnice A3) směřující do města Šoproň v Maďarsku.